# Шпигование

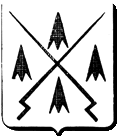
Герб Confrérie de la Chaîne des Rôtisseurs

Шпигование — приём в кулинарии, при котором продукт (в основном нежирное мясо, также рыбу) начиняют кусочками шпика, моркови, лука, чеснока, петрушки, сельдерея, яблок, очищенных от косточек, сливы и так далее, через проколы и прорезы с целью дальнейшей температурной обработки. Постное мясо шпигуют шпиком для повышения жирности, жирное — для улучшения вкуса. Шпигованием иногда называют заворачивание птицы в сало (бардирование).
Корни шпигования уходят в Средние века, когда добавление жира позволяло размягчить чрезмерно жёсткую охотничью добычу. Во французской кулинарии этот кулинарный приём стал особенно популярен. Шпигование подробно описано в классической французской кулинарной книге La bonne cuisine de Madame E. Saint-Ange, там указано два вида этого приёма: «поверхностное шпигование», когда кусочки жира помещают неглубоко, и «глубокое», когда они оказываются в самой сердцевине. Там же, как и в кулинарной книге ресторана The French Laundry, рекомендуется шпиговать сладкое мясо телёнка; кроме того, автор, Мари Эбрар (фр. Marie Ébrard), предлагает отдельный способ шпигования зайчатины.
Американский автор кулинарных книг Джеймс Петерсон рекомендует шпиговать шпиком; солёное сало, по его словам, не подходит из-за вкуса. Джулия Чайлд предлагает для шпигования смалец или панчетту; она тоже уверена, что ни солёное сало, ни бекон не подходят. Чайлд советует бланшировать солёное и копчёное мясо, чтобы избавиться от сильного привкуса.
Шпиговальная игла, называющаяся также «лардуар» (фр. lardoir) и «шпигальце», бывает двух видов: полая и с канавкой. Полые иглы имеют диаметр около 5 мм и крючок, на который крепится шпик. Четыре шпиговальные иглы находятся на гербе французского гастрономического общества Confrérie de la Chaîne des Rôtisseurs. Шпиговать можно и без иглы, проделав в куске мяса карман для шпига ножом.

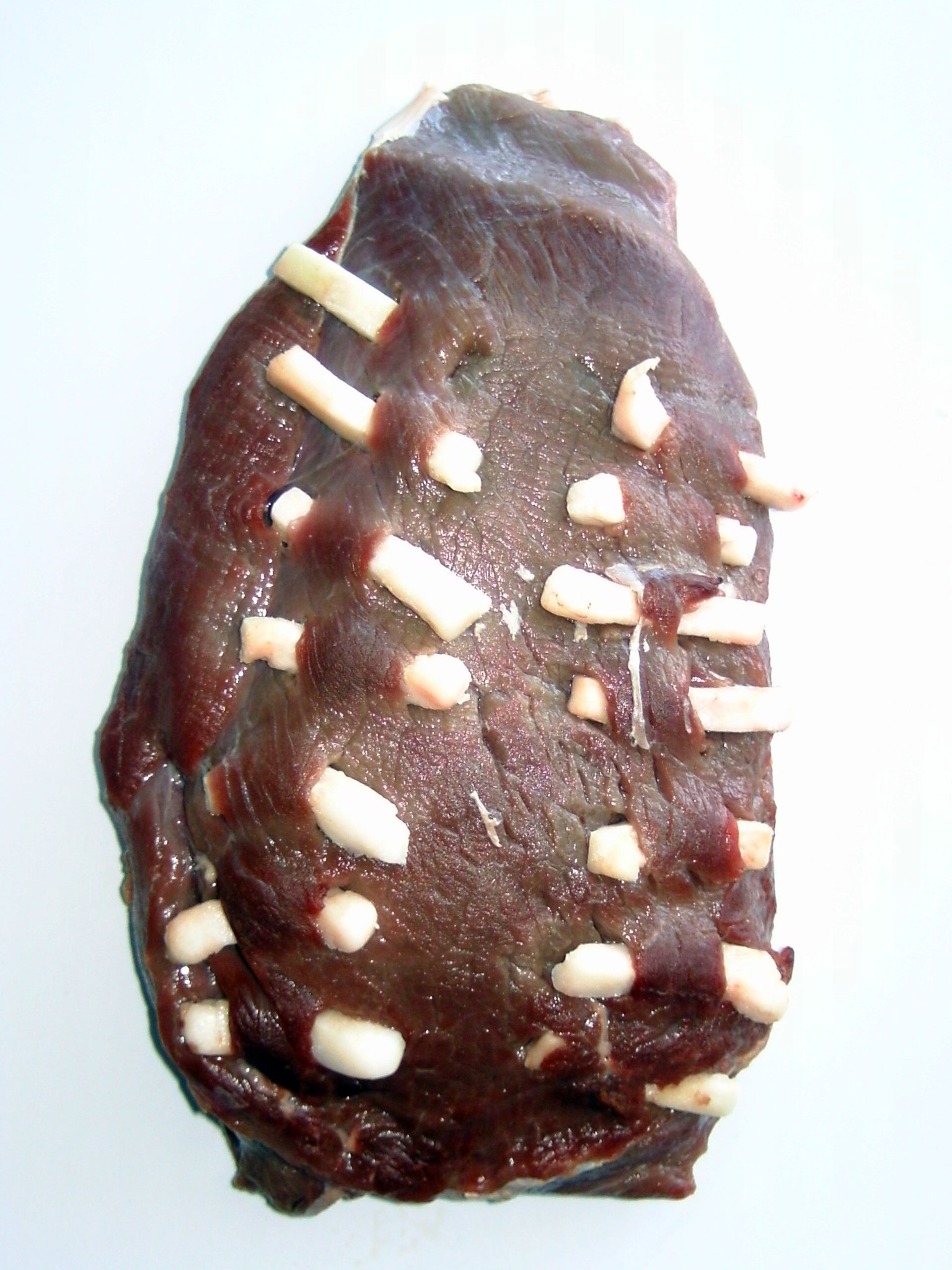
Нашпигованный кусок оленины
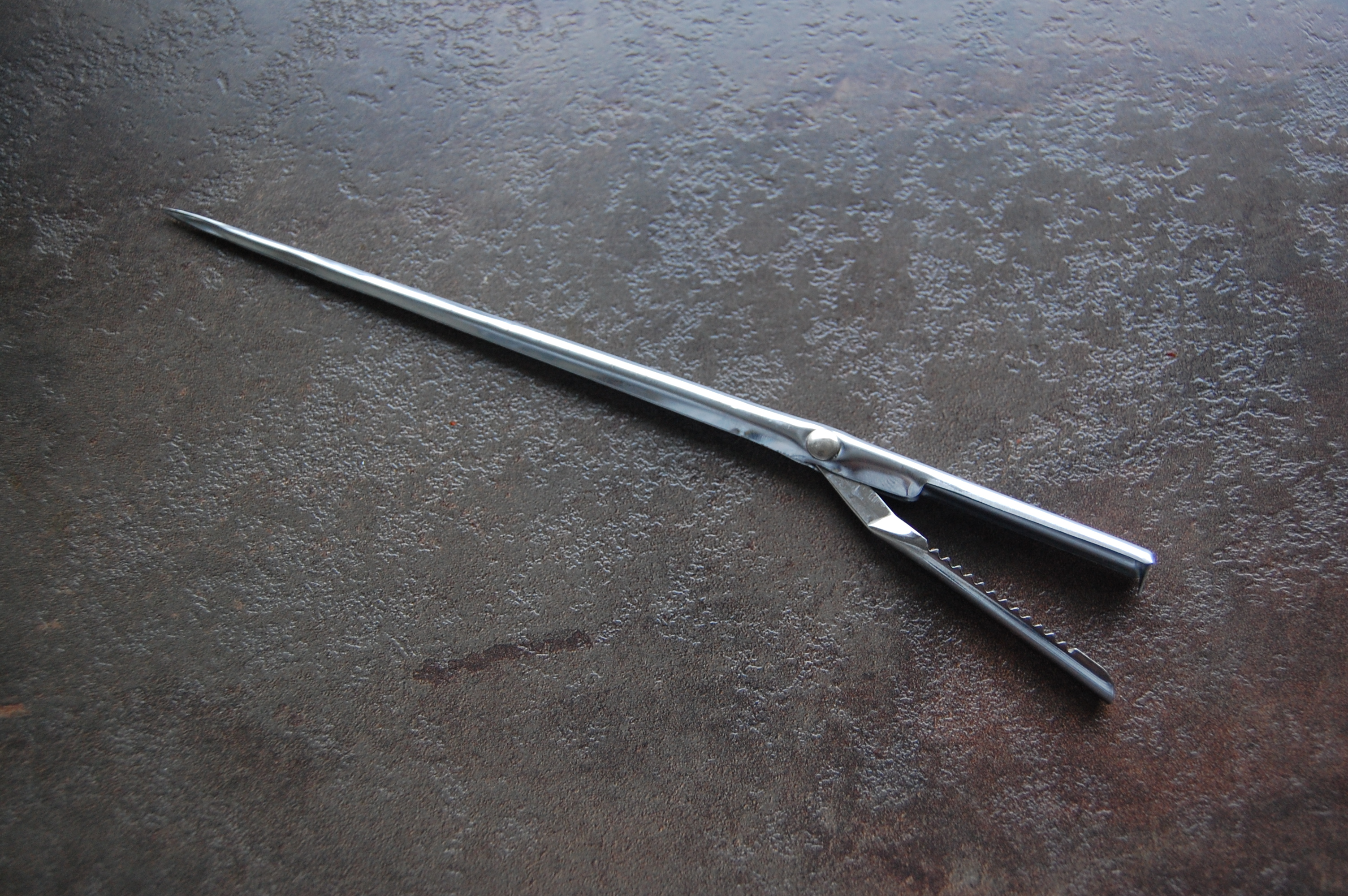
Полая шпиговальная игла
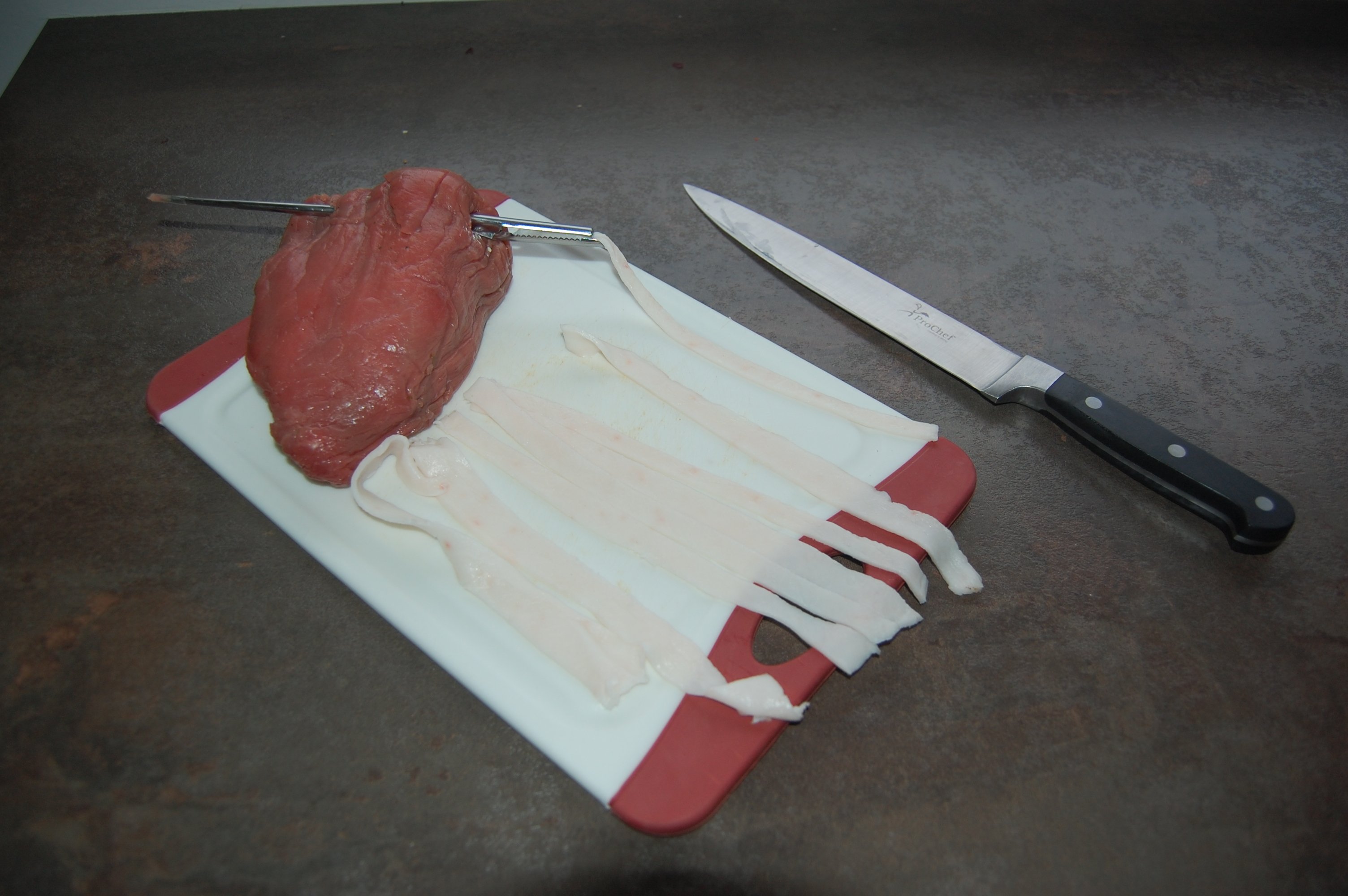
Шпигование говядины иглой